# Caupolicana notabilis
Caupolicana notabilis är en biart som först beskrevs av Smith 1861.  Caupolicana notabilis ingår i släktet Caupolicana och familjen korttungebin. Inga underarter finns listade.